# Пеппер, Джон Р.
Джон Рэндольф Пеппер (англ. John R. Pepper, 1958) — итальянский фотограф, сценарист, режиссёр и продюсер множества кино- и театральных постановок, в том числе пьесы «Моя дорогая Матильда» Израэля Горовица, входящей в репертуарный план Государственного драматического театра на Васильевском (Санкт-Петербург).

## Биография
Джон Р. Пеппер (Джон Рэндольф Пеппер) родился в Риме, Италия, в 1958 году в семье военного корреспондента и руководителя Римского бюро журнала Ньюсвик (Newsweek magazine) Кертиса Билла Пеппера и скульптора Беверли Пеппер. В семье также есть дочь, поэт Джори Грэм. Джон вырос в Риме, Италия. Изучал Историю искусств в Принстонском Университете (1976 г.), где был одним из первых членов художественной программы «Нассау-стрит 185» (‘185 Nassau Street Painting Program’) и получил художественную стипендию Уитни (Whitney Painting Fellowship) в 1975 г. В 1981 г. Пеппер в роли режиссёра был принят в Американский Институт Киноискусства (The American Film Institute) в Лос-Анджелесе, Калифорния. Пеппер был дважды женат и имеет двух сыновей (Шеппард, 1990, и Джеймсон, 1993) от первого брака.

## Фотография
Пеппер начал свою карьеру в качестве ученика Уго Муласа, который дал ему первую официальную подготовку в искусстве уличной фотографии. В течение трёх десятков лет Пеппер занимается аналоговой фотографией наряду с режиссурой в кино и театре. Создание серии «Рим: 1969 — уважение к Итальянскому неореалистическому кино» ('Rome: 1969 — An Homage to Italian Neo-Realism Cinema' США/Франция, 2008 г, привело его обратно в родную Италию, где издательство Lanterna Magica Edizioni опубликовало книгу «Sans Papier» Италия, 2011 г. Далее последовали выставки в Риме, Венеции, Санкт-Петербурге, Париже, Палермо.
В Санкт-Петербургском Центральном выставочном зале Манежа в 2012 году были показаны новые работы Джона Пеппера, которые через два года вошли в фотокнигу «Evaporations» / «Испарения», опубликованную Институтом Superiore Per la Storia della Fotografia (Италия). В 2014 году фотограф Джон Р. Пеппер привозит в Россию полную серию «Evaporations / Испарения», поддержку которой оказало Министерство культуры Российской Федерации, а также Посольство Соединённых Штатов Америки в России и Итальянский институт культуры. Выставка стартовала в Государственном музейно-выставочном центре РОСФОТО и далее в течение года посетила крупнейшие города России: Владивосток, Екатеринбург, Омск, Самара Иркутск. Выставка завершила своё турне в 2016 году показом в Галерее классической фотографии в Москве.
Также в мае 2015 года серия «Evaporations» / «Испарения» была показана на фестивале фотографии «PhotoMed» в Санари-сюр-Мер (Франция). В марте 2015 г. открылась выставка-ретроспектива фотографий Джона Пеппера в «Showcase Gallery» в Дубае.
В мае 2016 года Пеппер привёз в Санкт-Петербург новую серию чёрно-белой фотографии «Рим — 1969», которую можно было увидеть в галерее Art of Foto.
С ноября 2016 года по январь 2017 года выставка Джона Пеппера «Evaporations» / «Испарения» прошла в Риме (Италия) в Fondazione Terzo Pilastro e Meditteraneo, «Museo Palazzo Cipolla». Монументальная экспозиция состояла из 52 работ размером от 1,20×1,60 м до 3×5 м..
В ноябре 2017 года выставка Джона Пеппера «Inhabited Deserts» открылась в La Galerie du Palace, Париж (Франция). В новой серии фотографий Джон Р. Пеппер поднимает вопрос о том, изменило ли присутствие человека ландшафт или земля по существу ещё близка к тому первозданному, что было до того, как появилось человечество. В сентябре «Inhabited Deserts» были представлены в Aaran Gallery в Тегеране; затем в ноябре подборка фотографии серии «Inhabited Deserts» была показана на международной фото ярмарке Paris Photo 2019 совместно с «Sophie Scheidecker Gallery», далее фотосерия отправилась в Тель-Авив на 6-й Международный фестиваль «Photo Is:Rael». С 12 декабря 2018 года по 15 февраля выставка прошла в галерее «The Empty Quarter Gallery» в Дубае с кураторским текстом Кирилла Петрина. Затем 19 марта 2019 года состоялось открытие в Санкт-Петербурге в галерее «Art of Foto», и вскоре после этого, 18 апреля «Inhabited Deserts» были показаны в Тель-Авиве в галерее современного искусства NOX Contemporary Art Space. В 2020 году выставка пройдёт в США и Италии. В 2019 году Пеппер открыл выставку «Rome 1969, An Homage to Italian Neo-Realism» в галерее RAW Streetphoto в Роттердаме, Нидерланды.

### Выставки
- «Inhabited Deserts» — NOX Contemporary Art Gallery (2019, Тель-Авив); Art of Foto Gallery (2019, Санкт-Петербург)[44]; Aaran Gallery (2018, Тегеран)[45], The Empty Quarter Gallery (2018, Дубай)[46]; Paris Photo 2018 совместно с Sophie Scheidecker Gallery; Международный фотофестиваль Photo Is:Rael (2018, Тель-Авив)[47]; Galerie du Palace (2017, Париж); Museo civico and Pinacoteca di Todi / Nido dell’Aquila (2020—2021, Тоди, Италия)
- «Evaporations / Испарения» — Fondazione Terzo Pilastro Museo — Palazzo Cipolla (2016—2017, Рим)[48][49]; Екатеринбургская галерея современного искусства (2015, Екатеринбург)[50][51]; Музей Модерна (2016, Самара)[52][53][54], Галерея Классической Фотографии (2016, Москва)[55][56]; Государственный Художественный Музей (2015, Омск); Новосибирский Государственный Художественный Музей (2015, Новосибирск)[57][58]; Галерея Современного Искусства Арка (2015, Владивосток)[59]; Иркутский областной художественный музей (2015, Иркутск)[60][61]; Международный Фотофестиваль PhotoMed (2015, Санари-сюр-Мер, Франция); Officina delle Zattere — Venice Architecture Biennale (2014, Венеция, Италия); Palazzo Esposizioni (2014, Римини); «Evaporations/Испарения» Архивная копия от 17 мая 2020 на Wayback Machine, Государственный музейно-выставочный центр РОСФОТО (Санкт-Петербург, Россия)[62][63]
- «Выставка-ретроспектива» — Центральный выставочный зал «Манеж» (2011, Санкт-Петербург); Showcase Gallery (2015, Дубай);[64] Брянский международный фотофестиваль (2021, Брянск)[65]
- «Sans Papier» — Collegio Degli Armeni (2011, Венеция); Galleria del Cortile (2011, Рим); Центральный выставочный зал «Манеж» (2012, Санкт-Петербург); Galleria Moenia (2013, Тоди, Италия)
- «Rome 1969» — RAW Streetphoto Gallery (2019, Роттердам), Галерея Art of Foto (2016, Санкт-Петербург, Россия)[66]; Marianne Courteville Gallery (2007, Нью-Йорк, США); Galerie Photo4 (2008, Париж); Galleria del Cortile (2010, Рим)

## Фильмография
Джон Пеппер начал работу в кино с позиции ассистента режиссёра, работал со многими известными мастерами: с Джозефом Лоузи — «Дороги на юг» (‘Les Routes du Sud’), Джорджем Роем Хиллом — «Маленький роман», «Мир по Гарпу» (‘A Little Romance’ and ‘The World According to Garp’) и Дэном Эйкройдом — «Охотники за привидениями» (‘Ghostbusters’). В качестве продюсера создал и осуществил единственную экранизацию в мире романа Чума (La Peste) по Альберу Камю, режиссёром которого стал Луис Пуэнсо, в ролях — Уиллиам Хёрт, Роберт Дюваль, Рауль Хулиа, Сандрин Боннэр и Жан-Марк Барр. Музыку к фильму создал Вангелис (Gaumont Distribution, Франция, 1992 г.) Также Пеппер стал режиссёром фильма «Ночная бабочка» (‘Papillion de Nuit’, Trinacra Productions, 2001 г.), лауреатом премии Медиавижн (2002 г.) на кинофестивале в Сарла.
| Год  |   | Русское название                          | Оригинальное название                   | Роль                          |
| ---- | - | ----------------------------------------- | --------------------------------------- | ----------------------------- |
| 1962 | ф | Ева                                       | Eva                                     | актёр                         |
| 1978 | ф | Загорелые                                 | Les bronzés                             | актёр                         |
| 1978 | ф | Дороги на юг                              | Les routes du sud                       | ассистент режиссёра           |
| 1978 | с | Борьба за выживание                       | Struggle for Survival                   | сценарист, режиссёр           |
| 1979 | ф | Маленький роман                           | A Little Romance                        | ассистент режиссёра           |
| 1981 | ф | Возрождённый                              | Reborn                                  | продюсер                      |
| 1982 | ф | Мир по Гарпу                              | The World According to Garp             | ассистент режиссёра           |
| 1982 | с |                                           | A View from the Woods                   | сценарист, режиссёр           |
| 1983 | с | Ветры войны (1 эпизод)                    | The Winds of War (The Winds Rise)       | ассистент режиссёра           |
| 1984 | ф | Охотники за привидениями                  | Ghost Busters                           | ассистент режиссёра           |
| 1986 | ф | Молли О                                   | Molly O                                 | актёр                         |
| 1987 | ф | Призраки                                  | Spettri                                 | актёр                         |
| 1989 | ф | Огненные шары                             | Fireballs                               | актёр                         |
| 1990 | с |                                           | On Course                               | сценарист, режиссёр           |
| 1991 | ф | Дэнни и глубокое синее море               | Danny and the Deep Blue Sea             | режиссёр, продюсер            |
| 1992 | ф | Чума                                      | La peste                                | режиссёр, продюсер            |
| 1994 | ф | Никто меня не любит                       | Personne ne m'aime                      | актёр                         |
| 1994 | с | Схватка со львами                         | Lie Down with Lions                     | продюсер                      |
| 1996 | с | Маленькая Италия                          | Little Italy                            | продюсер                      |
| 2002 | ф | Ночная бабочка                            | Papillons de nuit                       | сценарист, режиссёр, продюсер |
| 2002 | с | Тайны Ниро Вульфа (Убийство полицейского) | A Nero Wolfe Mystery (Cop Killer)       | режиссёр                      |
| 2002 | с | Тайны Ниро Вульфа (Иммунитет к убийству)  | A Nero Wolfe Mystery (Immune to Murder) | режиссёр                      |
| 2005 | ф |                                           | Sopra e sotto il ponte                  | продюсер                      |
| 2007 | ф |                                           | 12 Noon                                 | режиссёр, продюсер            |

## Театр
Работы Пеппера в театре Нью Йорка включают: ‘Cubistique’ (Тома Коэна), «Жестокость мисс Шнэйд» («The Cruelties of Mrs. Schnayd») (Дэвида Сьюсдорфа); «Сестра Мэри Игнатиус всё вам объяснит» ('англ. Sister Mary Ignatius Explains It All For You’, Кристофер Дюран); он стал самым молодым режиссёром на фестивале Сполето (Чарльстон), где представил «Внутренние голоса» Эдуардо де Филиппо.
Пеппер режиссировал постановки в Париже, в других городах Европы, в России. В числе его постановок — «Отступление из Москвы» (‘The Retreat from Moscow’) Уильяма Николсона в Театре Монпарнас в Париже в 2008 году, англ. Underneath the Linte Глена Бергера в Театре Ледерман в Стокгольме в 2005 г., ‘Pour En Découdre’ Марка-Мишеля Жоржа; «Дэнни и глубокое синее море» (‘Danny and the Deep Blue Sea’) Джона Патрика Шэнли на Театральном фестивале в Авиньоне (2000 г.), а затем в Париже в Театре Дэжазе, в главной роли — Лея Дрюкер, которая была номинирована на премию «Мольер». Пеппер стал первым приглашённым режиссёром в Театре Драмы на Васильевском (ранее — Театр Сатиры) в Санкт-Петербурге, Россия. Его постановка пьесы «Моя дорогая Матильда» Израэля Горовица на русском языке входит в репертуарный план театра с 2013 года.
В 2016 году Пеппер режиссировал постановку «Дэнни и глубокое синее море» в Италии (‘Danny e il Profondo Blu’) в театре Гарибальди в Палермо с Леонардо Сбрагия и Лаурой Анцани, а затем в Милане. Также, в 2016 году он ставит пьесу Сэма Шепарда «Истинный Запад» (англ. True West) в Санкт-Петербурге в Российском государственном институте сценических искусств.
В 2018 году состоялась премьера «Четыре собаки и кость» Джона Патрика Шэнли с адаптацией Энрико Ванзина, режиссёр Джон Р Пеппер. Спектакль прошёл в Teatro Vittorio Alfieri в Naso, Сицилия, а затем — в Риме в «OFF / OFF Theatre».

### Театральные постановки
- 1983 — «Сестра Мэри Игнатиус всё вам объяснит»/ «Sister Mary Ignatius Explains It All For You» (By Christopher Durang — Central Casting (New York)
- 1983 — «Differente People, Differente Rooms» (By Wendy Kesselman)[83]
- 1986 — «Cubistique» (By Tom Cone, Théâtre Matrix (New York))[84]
- 1986 — «Жестокость мисс Шнэйд»/ «The Cruelties of Mrs. Schnayd» (By David Suehsdorf — New York Theatre Studio/T.O.M.I.)[85]
- 1986 — «Внутренние голоса» / «Inner Voices»(By Eduardo de Filippo — American Premiere — Spoleto Festival (USA)[86]
- 1999 — «The Weir» (By Conor McPherson, Royal Court, The Players Club, N.Y.)
- 2000 — «Дэнни и глубокое синее море» / «Danny and the Deep Blue Sea» (Original production April 2000 — Théâtre le Proscenium — Paris)[87]
- 2000 — «Дэнни и глубокое синее море» / «Danny and the Deep Blue Sea» (Reprise, June 2000 — Théâtre Golovine — Avignon Festival)[88]
- 2000 — «Дэнни и глубокое синее море» / «Danny and the Deep Blue Sea» (Reprise February 2001 — Théâtre Dejazet — Paris)[89]
- 2002 — «Pour En Découdre» (By Marc Michel Georges, Original production September 2002 — Théâtre Cineatre 13- Paris)[90][91]
- 2002 — «Pour En Découdre» (By Glenn Berger, Original production, Teatre Le Lucernaire, Paris, France)
- 2002 — «For Dogs and Bone» (By John Patrick Shanley, Original production July 2003- Théâtre Golovine- Avignon Festival)
- 2002 — «The Actor’s Nightmare» (By Christopher Durang — Central Casting New York)
- 2002 — «A Schtick Is Born» (By Sherry Nehmer and Daniel Harris, The Silver Lining- New York)
- 2002 — «Fifth of July» (By Landorf Wilson, The Hangar Théâtre(New York)
- 2002 — «Tea and Sympaphy» (By W. Somerset Maugham, Production Italienne)
- 2002 — «The Workingman» (Tom Walmsley), Théâtre Matrix New York)
- 2005 — «Underneath the Lintel» (By Glenn Berger, Original production, TeatreStudio Leederman, Stockholm, Sweden)[92]
- 2007 — «Отступление из Москвы»/ «The Retreat from Moscow»(By William Nicholson, Original production, January 2007, Théâtre Montparnasse, Paris)[93]
- 2012 — «Моя дорогая Матильда» / «My Dear Mathilde» (By Israel Horovitz, Original production, Théâtre Satir on Vasilevski Island, Saint Petersburg, Russia)[94][95][96][97][98][98][99][100]
- 2016 — «Дэнни и глубокое синее море» / «Danny and the Deep Blue Sea» (By John Patrick Shanley, Original production, February 2016 — Théâtre Garibaldi, Palermo, Italia)[101]
- 2016 — «Истинный Запад» / «True West»(By SamSheppard,Original production, May 2016, Théâtre Academy Drammatique Nationale de Russie, Saint Petersburg, Russia)[102][103][104]
- 2016 — «Дэнни и глубокое синее море» / «Danny and the Deep Blue Sea» (By John Patrick Shanley, Reprise — March 2016, Teatro Il Delfino, Milan, Italy)[105]
- 2017 — «Дэнни и глубокое синее море» / «Danny and the Deep Blue Sea» (By John Patrick Shanley, Reprise — April 2017, Teatro Sala Uno, Rome, Italy)
- 2017 — «Дэнни и глубокое синее море» / «Danny and the Deep Blue Sea» (By John Patrick Shanley, Reprise — April 2017, Teatro Asoli, Naples, Italy)
- 2018 — «Четыре собаки и кость» / «4 Dogs and a Bone» (By John Patrick Shanley, Reprise — February 2018, Teatro Alfieri, Naso, Italy)
- 2018 — «Четыре собаки и кость» / «4 Dogs and a Bone» (By John Patrick Shanley, Reprise — March 2018, Teatro Off / Off, Rome, Italy)[106][107]

## Книги
- «Sans Papier» — Semeraro, Roberta (2011). Italy: Lanterna Magica Edizioni. ISBN 978-88-97115-16-8
- «Evaporations / Испарения» — Elizabeth Ferrer, Istituto Superiore Per la Storia della Fotografia (Italy), ISBN 978-88-87928-19-8
- «Inhabited Deserts» Petrin, Kirill.